# Parahenodus
Parahenodus (il cui nome significa "simile ad Henodus") è un genere estinto di placodonte henodontide vissuto nel Triassico inferiore, in Spagna. Il genere contiene una singola specie, ossia P. atancensis, conosciuto solo da un cranio completo, descritto nel 2018. Rappresenta il sister taxon di Henodus, con cui probabilmente condivideva l'ecologia.